# Шейніна Олена Яківна
Оле́на Я́ківна Ше́йніна (*18 січня 1965, Харків) — українська дитяча письменниця, публіцистка, культурологиня. Пише українською та російською мовами. Мати-героїня (виховує сімох дітей).

## Біографія
Олена Шейніна народилася у Харкові. Закінчила школу № 13. У 1982—1985 навчалася у Харківському політехнічному інституті. У 1987 вступила та у 1991 р. закінчила Московський інститут культури по кафедрі хорового диригування.
У 1991—1998 рр. працювала у педагогічній лабораторії ПЛО (Початкова літературна освіта) під керівництвом відомого педагога та дитячого письменника В. О. Левіна.
У 1990-ті викладала музику у загальноосвітніх та музичних школах.
З 1998 р. присвятила себе літературній діяльності. Авторка багатьох статей у журналах та збірках, авторка, співавторка та авторка-укладачка дитячих книжок. Як культурологиня відома, насамперед, книгою «Энциклопедия символов» (російською мовою). Як публіцистка виступає з аналізом філософських, психологічних та культурологічних проблем виховання, педагогіки, освіти. У 2008—2009 у журналі «Відкритий урок» (Київ, видавництво «Плеяди») надрукувала цикл статей з цих проблем. Також у цьому журналі у 2009 р. вела рубрику «Мікрофон». Деякі її статті побачили світ у журналі «Директор школи» цього ж видавництва. Олена Шейніна співпрацює з популярним російським педагогічним видавництвом «1 сентября». Багато років є активною учасницею культурологічного семінару у Харкові.

## Публікації
Книги
- «Энциклопедия символов» (АСТ [Архівовано 13 червня 2011 у Wayback Machine.], ФОЛИО [Архівовано 4 січня 2012 у Wayback Machine.], Торсинг [Архівовано 27 грудня 2011 у Wayback Machine.], 2001, 2002, 2006, ISBN 5-17-010659-9, 966-7661-95-4, ISBN 978-5-17-010659-2, 978-966-7661-95-3)
- «Різдвяний вертеп» (2007)
- Удивительный мир предметов (Эксмо [Архівовано 16 січня 2000 у Wayback Machine.], 2012)
- Наша планета Земля (Эксмо [Архівовано 16 січня 2000 у Wayback Machine.], 2011)
- Времена года (Эксмо [Архівовано 16 січня 2000 у Wayback Machine.], 2011)
- Музыкальные инструменты (Эксмо [Архівовано 16 січня 2000 у Wayback Machine.], 2011)
- Профессии (Эксмо [Архівовано 16 січня 2000 у Wayback Machine.], 2011)
- Флаги мира (Эксмо [Архівовано 16 січня 2000 у Wayback Machine.], 2011)
- Деревья (Эксмо [Архівовано 16 січня 2000 у Wayback Machine.], 2011)
- Компьютер для дошколят (Эксмо [Архівовано 16 січня 2000 у Wayback Machine.], 2005)
- Персональный компьютер для школьников. Учебный курс (Эксмо [Архівовано 16 січня 2000 у Wayback Machine.], 2007)
- Міфи та легенди українців (Харьков: Торсинг [Архівовано 27 грудня 2011 у Wayback Machine.], 2009)
- «Уроки для родителей» (у співавторстві з В. О. Левиним. — Харьков: ФОЛИО [Архівовано 4 січня 2012 у Wayback Machine.], 2000).
- Зимние украинские праздники (у співавторстві з Є. Левінштейн).
- Энциклопедия для девочек (в соавторстве с Е. Левинштейн).
- Образование в поисках образа: статьи по проблемам образования и воспитания. [Архівовано 5 червня 2014 у Wayback Machine.] (Altaspera Publishing and Literary Agency [Архівовано 5 червня 2014 у Wayback Machine.], 2014).

Авторка-укладачка книг:
- «Принцесса на горошине» (разом з В. О. Левіним, І. Ачкасовою, Л. Войнич, А. Охрименко, Дрофа [Архівовано 28 грудня 2011 у Wayback Machine.], 1999)
- Детская библиотека «Лесенка» [Архівовано 3 січня 2012 у Wayback Machine.], 20 томов (укладачі: В. О. Левін (керівник), І. М. Ачкасова, Л. В. Войнич, Є. В. Левинштейн, А. В. Охрименко и О. Я. Шейніна). — 1994.

Статті:
Статті у журналі «Відкритий урок: розробки, технології, досвід» [Архівовано 11 грудня 2011 у Wayback Machine.]
- Наші несамовиті діти [Архівовано 5 лютого 2012 у Wayback Machine.]
- Ідеальний учитель [Архівовано 31 липня 2013 у Wayback Machine.]
- Підводне каміння незалежного оцінювання [Архівовано 29 жовтня 2011 у Wayback Machine.]
- Еволюція технологій чи магазин іграшок?
- Інновації та рімейки: метаморфози освіти
- Інклюзивна освіта в Україні [Архівовано 14 березня 2010 у Wayback Machine.]
- Олімпіади школярів: не сепаратор для «вершків», а «дріжджі» освіти
- Актуальність Сухомлинського
- Комунікація у школі як система взаємин
- Не хлібом єдиним… [Архівовано 1 листопада 2013 у Wayback Machine.]

Статті у електронному культурологічному часописі RELGA [Архівовано 17 лютого 2013 у Wayback Machine.]:
- Права детей: дань модной риторике или социальное оружие? [Архівовано 24 листопада 2012 у Wayback Machine.]
- Идеальный учитель [Архівовано 24 листопада 2012 у Wayback Machine.]

Статті на порталі видавничого дому «1 сентября» [Архівовано 11 жовтня 2016 у Wayback Machine.]:
- Самый худший почерк в классе [Архівовано 4 березня 2016 у Wayback Machine.]

## Про Олену Шейніну
- Самую необычную книгу в Украине сделали харьковчане
- ХАРЬКОВ. Состоялась презентация самой трудоемкой книги в Украине «Різдвяний вертеп»
- Уникальную книгу ручной работы «Різдвяний вертеп» презентуют в Харькове [Архівовано 23 січня 2010 у Wayback Machine.]
- 27.12.07 Идею харьковской книги «Різдвяний вертеп» оценили в 5 миллионов [Архівовано 26 січня 2012 у Wayback Machine.]
- Книга «Рождественский вертеп» — сказка, которая ожила
- Книга-спектакль харьковских авторов «Рождественский вертеп» впервые в Украине получила сертификат оценки качества идеи
- Два текста о школьной коммуникации

## Персональный сайт
Персональний сайт Олени Шейніної [Архівовано 3 квітня 2022 у Wayback Machine.]
1. ↑  Сайт Елены Шейниной. www.sheynina-elena.narod.ru. Процитовано 20 травня 2023.